# NGC 133
NGC 133 este un roi deschis situat în constelația Cassiopeia. A fost descoperit în 4 februarie 1865 de către Heinrich d'Arrest.